# Финал Гран-при IAAF 2002
Восемнадцатый финал Гран-при IAAF, который состоялся 14 сентября 2002 года на стадионе Шарлети в Париже, Франция. Это был последний финал Гран-при IAAF, в 2003 году был заменён на Всемирный легкоатлетический финал.

## Результаты

### Мужчины
| Дисциплина      | Золото           | Золото   | Серебро           | Серебро | Бронза             | Бронза  |
| --------------- | ---------------- | -------- | ----------------- | ------- | ------------------ | ------- |
| 100 м           | Джон Драммонд    | 9.97 SB  | Ким Коллинз       | 9.98 NR | Фрэнсис Обиквелу   | 10.03   |
| 400 м           | Майкл Блэквуд    | 44.72    | Грег Хаугтон      | 44.87   | Леонард Бёрд       | 44.92   |
| 1500 м          | Хишам Эль-Герруж | 3:29.27  | Бернард Лагат     | 3:30.54 | Корнелиус Чирчир   | 3:31.51 |
| 3000 м          | Абрахам Чебии    | 8:33.42  | Пол Биток         | 8:34.00 | Марк Бетт          | 8:34.20 |
| 400 м с/б       | Феликс Санчес    | 47.62 CR | Стефан Диагана    | 47.82   | Джеймс Картер      | 48.12   |
| Тройной прыжок  | Кристиан Олссон  | 17.48    | Джонатан Эдвардс  | 17.41   | Александр Мартинес | 17.09   |
| Прыжок в высоту | Стефан Хольм     | 2.31     | Ярослав Рыбаков   | 2.28    | Абдеррахман Хаммад | 2.28    |
| Прыжок с шестом | Джеф Хартвиг     | 5.75     | Александр Авербух | 5.75    | Тим Лобингер       | 5.65    |
| Метание молота  | Кодзи Мурофуси   | 81.14    | Адриан Аннус      | 80.03   | Балаж Киш          | 79.74   |
| Толкание ядра   | Адам Нельсон     | 21.34    | Юрий Белоног      | 20.74   | Милан Габорак      | 20.40   |

### Женщины
| Дисциплина     | Золото            | Золото   | Серебро          | Серебро  | Бронза               | Бронза     |
| -------------- | ----------------- | -------- | ---------------- | -------- | -------------------- | ---------- |
| 100 м          | Дебби Фергюсон    | 10.97    | Тина Лоуренс     | 10.99    | Кристи Гайнс         | 11.09      |
| 400 м          | Ана Гевара        | 49.90    | Лоррайн Фентон   | 50.47    | Джирл Кларк          | 51.48      |
| 1500 м         | Елена Задорожная  | 4:00.63  | Сьюзи Хамильтон  | 4:01.08  | Геральдина Хендрикен | 4:02.08 PB |
| 3000 м         | Габриэла Сабо     | 8:56.29  | Татьяна Томашова | 8:56.34  | Берхане Адере        | 8:56.60    |
| 100 м с/б      | Гейл Диверс       | 12.51 CR | Бриджит Фостер   | 12.62    | Аньет Киклэнд        | 12.62 SB   |
| Прыжок в длину | Маурен Магги      | 7.02 SB  | Татьяна Котова   | 6.86     | Тёнди Ваши           | 6.70       |
| Метание диска  | Наталья Садова    | 65.79    | Вера Посписилова | 64.10 PB | Эллина Зверева       | 63.28      |
| Метание копья  | Ослейдис Менендес | 65.69    | Микела Ингберг   | 62.34    | Татьяна Шиколенко    | 62.25      |